# Суворов, Николай Николаевич
Никола́й Никола́евич Суво́ров (1922—1999) — советский и российский химик, в 1964—1989 зав. кафедрой органической химии МХТИ им. Д. И. Менделеева. Заслуженный деятель науки РФ.

## Биография
Родился 15 сентября 1922 г. в Новочеркасске.
В 1940 г. окончил рабфак и поступил на химический факультет МГУ. Со 2-го курса призван в РККА (в октябре 1941 г.). В августе 1943 г. комиссован по болезни и продолжил учёбу.
Окончил МГУ в 1947 году по специальности «органическая химия», затем учился в аспирантуре. В 1950 году защитил кандидатскую диссертацию. Ученик академика В. М. Родионова.
В 1950—1958 гг. ассистент, старший преподаватель на кафедре органической химии МХТИ им. Д. И. Менделеева.
В 1958—1980 гг. заведующий лабораторией во Всесоюзном научно-исследовательском химико-фармацевтическом институте имени Орджоникидзе (ВНИХФИ).
В 1962 году защитил докторскую диссертацию и в следующем году был утвержден в звании профессора. В 1964—1989 годах заведовал кафедрой органической химии МХТИ им. Д. И. Менделеева.
Автор работ в области химии стероидов, индола и его соединений. Под его руководством разработан ряд новых методов синтеза лекарственных гормональных препаратов.
С его участием получено 260 авторских свидетельств и зарубежных патентов.

## Награды и звания
- Заслуженный деятель науки Российской Федерации (1998)[1],
- Почетный химик СССР (1980).
- орден «Знак Почёта»,
- медаль «За доблестный труд»,
- медаль «Ветеран труда»

и другие,
- малой золотой медалью ВДНХ (1960).